# Plumularia sulcata
Plumularia sulcata is een hydroïdpoliep uit de familie Plumulariidae. De poliep komt uit het geslacht Plumularia. Plumularia sulcata werd in 1816 voor het eerst wetenschappelijk beschreven door Lamarck. 